# Aleix Vidal
Aleix Vidal Parreu (Valls, 21 de agosto de 1989) é um futebolista espanhol que atua como lateral direito e ponta. Atualmente está sem clube.

## Clubes
Vidal iniciou nas categorias inferiores do Barcelona, porém procurou prosseguir a carreira em outras agremiações, iniciando profissionalmente no Espanyol em 2008. Foi emprestado ao modesto Panthrakikos da Grécia. Já no Gimnàstic de Tarragona foi emprestado ao Pobla Mafumet. Passou em seguida pelo Mallorca B e Almería até ser contratado em junho de 2014 pelo Sevilla por cinco temporadas.
O treinador Unai Emery passou a utiliza-lo como lateral-direito aproveitando sua capacidade e força física. Foi figura importante na campanha do título da Liga Europa de 2014–15, especialmente na semifinal contra a Fiorentina.
Entretanto, em 7 de junho de 2015 foi contratado pelo Barcelona, por cinco temporadas. Porém, devido a sanção imposta pela FIFA que impede o clube de inscrever novos jogadores, atuou somente a partir de janeiro de 2016. Estreou em 6 de janeiro de 2016 na partida contra o Espanyol pela Copa do Rei.
Não conseguiu ser titular na equipe, nem sob o comando de Luis Enrique ou com Ernesto Valverde. Em 4 de agosto de 2018 retornou ao Sevilla por mais quatro anos de vínculo.

## Seleção Nacional
Estreou pela  Seleção da Catalunha em 30 de dezembro de 2013 em partida amistosa contra Cabo Verde. Pela Seleção Espanhola, sua primeira partida ocorreu em 11 de junho de 2015 também em partida amistosa, na vitória por 2–1 contra a Costa Rica.

## Títulos
Sevilla
- Liga Europa da UEFA: 2014–15

Barcelona
- Campeonato Espanhol: 2015–16, 2017–18
- Copa do Rei: 2015–16, 2016–17, 2017–18
- Supercopa da Espanha: 2016
- International Champions Cup: 2017
- Troféu Joan Gamper: 2017